# Chambre du cinéma du Reich
La Chambre du cinéma du Reich (en allemand : Reichsfilmkammer, abréviation : RFK) est l'une des sept chambres individuelles de la Chambre de la culture du Reich, institution nazie.
Quiconque désirant travailler dans l'industrie cinématographique que ce soit la réalisation ou jouer dans des films allemands, à quelque titre que ce soit, devait en être membre. Pour cela, il fallait prouver sa conformité politique et "raciale" au régime Nazi. Les travailleurs du cinéma devaient alors servir la propagande d'état en diffusant l'idéologie Nazie. Tous les dissidents, c'est a dire ceux dont les œuvres, les idées exprimées, l'orientation sexuelle, la religion ou l'origine ethnique entraient en contradiction avec l'idéologie Nazie étaient considérés comme des "artistes dégénérés". En tant que tels ils recevaient une interdiction d'exercer dans leur domaine et en cas de récidive, étaient arrêtés ou déportés.

## Direction
Les différents présidents de la Chambre du cinéma du Reich, qui dépendaient directement de Joseph Goebbels, le président de la Chambre de la culture du Reich, furent :
- 1933-1935 : Fritz Scheuermann, avocat
- 1935-1939 : Oswald Lehnich, ministre de l'Économie du Wurtemberg
- 1939-1945 : Carl Froelich, réalisateur